# Носители эсперанто с рождения

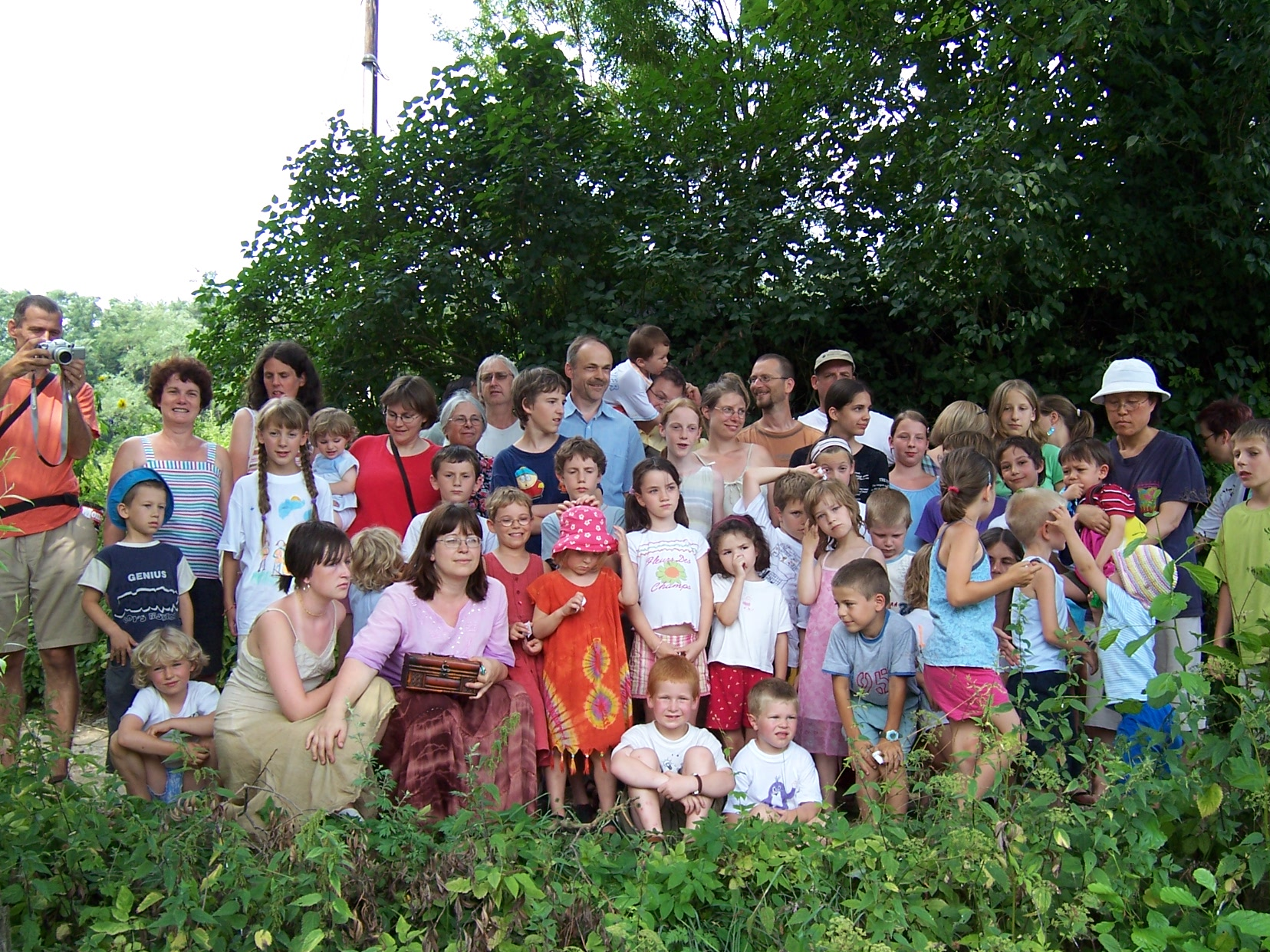
Встреча эсперанто-семей в 2006 году

Носи́тели эспера́нто с рожде́ния или эсперанти́сты с рожде́ния (эсп. denaskuloj) — лица, усваивающие язык эсперанто в качестве родного языка. На практике — наряду с каким-либо другим языком или несколькими языками. Название данной реалии на языке эсперанто — denaskuloj — дословно означает «лица от рождения»: de — «от», nask — «порождать», ul — суффикс, обозначающий лицо, наделённое неким признаком, o — окончание имени существительного, j — окончание множественного числа.
Врождённые эсперантисты появляются:
- В межнациональных семьях, в которых оба родителя между собой общаются на эсперанто. Такое случается, например, когда пары знакомятся во время международных эсперанто-встреч.
- В семьях, в которых один из родителей владеет эсперанто и желает обучить ему ребёнка. Примерами могут служить Тивадар Сорос (отец Джорджа Сороса) и венгерский педагог Ласло Полгар.

Взрослея, дети-эсперантисты часто вместе с родителями посещают эсперанто-встречи. Поэтому во время проведения Всемирного конгресса эсперантистов (UEA) проходит Всемирный детский конгресс эсперанто. Кроме того, с 1979 года проходят ежегодные Встречи эсперанто-семей (эсп. Renkontiĝoj de Esperanto-Familioj, REF).
Согласно ежегоднику UEA 1966 года, первой врождённой эсперантисткой была Эмилия Гастон из Испании, рождённая 2 июня 1904.
В 15-м издании справочника Ethnologue было указано, что количество носителей эсперанто с рождения составляет от 200 до 2000 человек, но эти данные исчезли из последующих изданий. Харальд Харман оценивает количество носителей эсперанто с рождения в несколько тысяч человек, причем отмечает наличие эсперантистов с рождения во втором и третьем поколениях. Харман вслед за Джоном Уэллсом также отмечает, что наличие людей, для которых эсперанто является родным, делают этот язык уникальным среди искусственных. Более того, оба автора считают, что эпитет «искусственный» сегодня по отношению к эсперанто не вполне верен.
Йоуко Линдстедт перечисляет следующие особенности эсперанто, сближающие его с естественными языками: 1) частичная некодифицированность языковой нормы (для овладения эсперанто недостаточно его изучения по книгам без живого общения); 2) стихийные, спонтанные изменения в лексике и грамматике; 3) наличие носителей эсперанто с рождения. Его оценка количества эсперантистов с рождения — около тысячи человек.

## Известные носители эсперанто с рождения
- Даниеле Бове
- Джордж Сорос
- Сьюзен Полгар
- София Полгар
- Юдит Полгар